# Snälltåget
Snälltåget — оператор поездов, принадлежащий Transdev, который управляет поездами дальнего следования вдоль южной магистрали в Швеции от Мальмё до Стокгольма, а также поездами, курсирующими между Мальмё и Берлином.
Оператор был создан в 2006 году как Veolia Transport. Регулярные пассажирские перевозки начались по выходным дням в 2009 году (с расширением до будних дней в 2010 году), после того как сеть была полностью дерегулирована и работала в прямой конкуренции с государственным оператором SJ. Расширение летнего ночного поезда в Берлин было запущено в 2012 году, а в 2013 году сеть переименовала её в Snälltåget.
Основной маршрут проходит из Мальмё в Стокгольм через Лунд, Хесслехольм, Альвесту, Несшё, Линчёпинг и Норрчёпинг в течение всего года. В зимний сезон основной маршрут простирается до Оре и Сторлиена. В летние месяцы ночной поезд также курсирует из Мальмё в Берлин с паромной переправой через Треллеборг в Засниц. В 2020 году этот поезд будет курсировать ежедневно в летний сезон.